# Винтунски језици
Винтунски или копехански језици су породица језика којима је на територији америчке државе Калифорније пре доласка Англоамериканаца говорио део северноамеричких староседелаца („Индијанаца”). Ова породица језика припада хипотетичком пенутијском филуму.
Сви винтунски језици су или изумрли или озбиљно угрожени од изумирања.

## Класификација
Платопенутијски језици:
- Северновинтунски језици
  - Винтујски језик (или северновинтунски) (†)
  - Номлачки језик (или средњовинтунски) (†)
- Јужновинтунски језици
  - Патвински језик
  - Јужнопатвински језик (†)

## Историја
Винтујски је изумро смрћу последњег говорника језика 2003. Номлачки је 2010. имао најмање једног говорника. Такође је патвинским језиком 2003. говорила најмање једна особа. Јужнопатвински, којим су говорили становници области која се налази североисточно од залива Сан Франциска, изумро је почетком 20. века и мало је проучен. Винтујски језик је набоље проучен винтунски језик.
Према процени Питкина (1984), винтунски језици су слични једни другима, приближно у истој мери у којој су међусобно слични романски језици. Могуће је да су се поделили у посебне језике пре 2.000 година. Шепард је 2006. спровео компаративну студију, која је укључивала реконструкцију правинтунске фонологије, морфологије и лексике.

## Могуће везе са другим језичким породицама
Винтунска породица језика се обично сврстава у хипотетички пенутијски филум и сматрана је за једну од 5 грана првобитног калифорнијског језгра пенутијских језика, чије постојање су предложили Роланд Б. Диксон и Алфред Л. Кребер. Међутим, према новијим студијама, Винтуни су независно од других пенутијских народа, населили Калифорнију пре око 1.500 година, дошавши из области која се налази негде у Орегону. Винтунски прономинални систем је веома сличан кламатском, док између винтујског и алског језика постоји велики број сличности у лексици, које су највероватније последица контакта.